# 花路阿朱妈
《花路阿朱妈》（英語：Ajoomma），前名《花路安娣》、《阿姨》，是新韩两地联制的2022年電影，由《回程667》的何书铭执导，新加坡导演陈哲艺制作的喜剧长片。电影於2022年10月7日在釜山國際影展舉行全球首映。

## 演员阵容
- 洪慧芳 饰演 林美华，痴迷于韩剧的新加坡寡妇。为了寻找生活新目标而迷失在韩国。[3]
- 郑东焕[3]饰演 吴正洙，公寓保全，独居老人，收留无家可归的林美华。
- 姜亨硕 饰演 权宇，債臺高築但是工作认真的中文导游，中文很流俐[3][4]。
- 吕珍九 饰演 吕珍九（特别演出），林美华喜欢的韩国演员[3]。
- 包勋评[3]饰演 Sam，林美华的儿子，同性恋者。

## 制作
此片曾为新加坡国际电影节的东南亚电影实验室（英語：Southeast Asian Film Lab）最有前途项目之一，也获得泰国Purin Pictures提供的制作资金。

### 剧本创作
由洪慧芳饰演的角色创作灵感来自导演何书铭的母亲。电影深入探讨了亚洲中年女性对韩国流行文化的迷恋。

### 主体拍摄
电影的主体拍摄在新韩两地进行。2022年4月6日，陈哲艺与黄文鸿所创立的长景路电影工作室于当地时间上午对媒体宣布，电影已圆满杀青。

## 奖项与提名
| 年份   | 奖项                                   | 结果 | 来源 |
| ------ | -------------------------------------- | ---- | ---- |
| 2015年 | 东南亚电影实验室最有前途项目           | 獲獎 |      |
| 不適用 | 韩国电影振兴委员会首尔剧本开发支持项目 | 獲獎 |      |
| 2018年 | 第三届澳門國際影展暨頒獎典禮聯合製片獎 | 獲獎 |      |

### 金馬獎
| 類別           | 頒獎日期       | 入圍者／作品 | 獎項       | 結果 | 參考 |
| -------------- | -------------- | ------------ | ---------- | ---- | ---- |
| 第59屆金馬獎   | 2022年11月19日 | 何書銘       | 最佳新導演 | 提名 |      |
| 洪慧芳         | 2022年11月19日 | 最佳女主角   | 提名       |      |      |
| 鄭東煥         | 2022年11月19日 | 最佳男配角   | 提名       |      |      |
| 何書銘、王欣茹 | 2022年11月19日 | 最佳原著劇本 | 提名       |      |      |